# Javier Martina
Javier Sylvester Martina (* 1. Februar 1987 in Willemstad, Curaçao, Niederländische Antillen) ist ein ehemaliger niederländischer Fußballspieler.

## Karriere

### Vereine
Nach Jugendstationen bei SV Bijlmer, Amstelveen Heemraad und dem FC Omniworld kam der auf Curaçao geborene Stürmer 2005 zu Ajax Amsterdam. Obwohl er dort anschließend hauptsächlich in der Reservemannschaft eingesetzt worden war, verlängerte er im April 2007 seinen Kontrakt beim Klub. Zur Saison 2008/09 holte ihn dann Trainer Marco van Basten in den Profikader des Vereins, für den er am 1. November 2008 (9. Spieltag) beim 2:0-Sieg im Auswärtsspiel gegen FC Twente Enschede in der Eredivisie debütierte. Letztlich konnte er sich beim Klub jedoch nicht durchsetzen und wollte im Sommer 2009 den Verein verlassen, fand jedoch bis zum Ende der Sommertransferperiode keinen neuen Arbeitgeber.
Am 15. Januar 2010 verließ Martina auf Leihbasis Ajax und schloss sich dem in finanziellen Schwierigkeiten steckenden Zweitligisten HFC Haarlem an. Jedoch zehn Tage später war der Klub insolvent und er kehrte – nach einem Spieleinsatz für den neuen Klub – neben weiteren Leihspielern zu Ajax zurück, der anschließend nach neuen Vereinen Ausschau hielt. Infolgedessen spielte er für die Reservemannschaft Jong Ajax. Im Februar 2011 folgte Martina einem Ruf von Trainer Aron Winter zu dessen Toronto FC, bei dem er zunächst ohne Vertrag einige Vorbereitungsspiele absolvierte.
Am 9. März wechselte Martina offiziell zum kanadischen Erstligisten, für den er am 19. März 2011 (1. Spieltag), bei der 2:4-Niederlage im Auswärtsspiel gegen die „Whitecaps“ aus Vancouver debütierte. Am 26. März 2011 (2. Spieltag) erzielte er beim 2:0-Sieg im Heimspiel gegen die Portland Timbers seine ersten beiden Tore (14., 70. Minute) in der MLS. Am Saisonende wurde Martina freigestellt.
Nach einer Saison beim FC Dordrecht wechselte Martina zu den Rijnsburgse Boys in die dritte Liga, später zu weiteren unterklassigeren Vereinen.

### Nationalmannschaft
Martina war zwei Jahre lang jeweils Spieler der niederländischen U-19- und U-20-Auswahlmannschaft; mit Letzterer nahm er unter anderem am Turnier von Toulon 2007 teil.
Nachdem Martina im August 2011 für die beiden Qualifikationsspiele für die Weltmeisterschaft 2014 in Brasilien gegen Antigua und Barbuda am 2. und gegen Haiti am 6. September 2011 berufen wurde, debütierte er schließlich am 6. September in Willemstad bei der 2:4-Niederlage gegen die Auswahl Haitis.  Auch im Rückspiel der Qualifikation für die Weltmeisterschaft 2014 in Brasilien, am 11. Oktober 2011 in Port-au-Prince, beim 2:2-Unentschieden kam er zum Einsatz.

## Sonstiges
- Javier Martinas jüngere Brüder Cuco Martina (* 1989) und Derwin Martina (* 1994) sind ebenfalls Profifußballer.